# 戸倉英太郎
戸倉 英太郎（とくら えいたろう、1882年〈明治15年〉2月7日 - 1966年〈昭和41年〉7月29日）は、昭和時代の神奈川県の郷土史家。福岡県出身。

## 経歴
1882年（明治15年）2月7日、現在の福岡県福岡市博多区に士族の長男として生まれる。娘の戸倉英美によれば「いわゆる貧乏士族」であり、少年時代には、筑豊の炭鉱主・伊藤伝右衛門のもとで丁稚奉公をしたという。1900年（明治33年）3月に赤間関商業学校（現在の下関商業高等学校）を卒業した。
1903年（明治36年）4月に宇和島商業学校（現在の愛媛県立宇和島東高等学校）教諭となる。
1905年（明治38年）に釜山に渡り、釜山第一公立尋常小学校の訓導となる。翌1906年（明治39年）に釜山第一公立商業学校が創立されると同時に教諭となり、1915年（大正4年）まで教鞭をとる。釜山では他にも釜山第五公立尋常小学校や釜山実業夜学校で教えた。10年間におよぶ外地での生活を、英太郎は「下積みの十年」と呼んでいたという。1915年（大正4年）に内地に戻ると、姫路商業学校（現在の兵庫県立姫路商業高等学校）の教諭となった。商業と簿記で教員免許をとったが、歴史や地理が好きでどちらも教えていたという。
1918年（大正7年）頃から1935年（昭和10年）頃まで、浦賀船渠株式会社に会計課長として勤める。関東大震災では横浜市斎藤分町にあった自宅が倒壊し、川崎市に転居した。1930年（昭和5年）から1933年（昭和8年）までは、浦賀船渠の子会社である日本鉸釘株式会社の社長も兼務した。昭和恐慌下では労働争議の対策に苦慮したという。この間、一の宮についての研究を出版する予定で出版社まで決まっていたが、何らかの事情により実現されなかった。
1935年（昭和10年）に浦賀船渠を退職すると、横浜市鶴見区に料亭さつきを開業し、転居した。しかし、1945年（昭和20年）5月29日の横浜大空襲で自宅は全焼。山梨県北巨摩郡篠尾村（現在の山梨県北杜市）に疎開し、翌1946年（昭和21年）春に鶴見に戻った。
戦後、横浜市北部地域で現地調査を行い、その研究成果を1953年の『度会久志本の奥椁』を皮切りに8編の「さつき叢書」として刊行する。第5編の『杉山神社考』は延喜式内社の杉山神社に関する初めての本格的な研究であり、現在でも杉山神社研究の基本文献とされる。
1966年（昭和41年）7月29日、心筋梗塞のため川崎市京町で死去。享年84。墓所は横浜市鶴見区駒岡の常倫寺。

## 人物評
- 「若い頃からの歴史好き」 - 戸倉美保子（妻）[6]
- 「隠岐以外はほとんど日本中を旅したというように、自分の足で歩き回り、確かめることの好きな性格」 - 戸倉英美（娘）[7]
- 「初対面の戸倉さんは無口そのもので、ときおりきびしいが邪気のない童顔をさらに紅くさせて話題に興じられた」 - 石井光太郎（横浜市史編集室）[6]
- 「一見素朴の様で、大人的な風格と鋭い史観をお持ちの教養の高い方」 - 金子保（茅ケ崎町内会長）[8]
- 「温厚な面持ちの好々爺と言ったタイプ」 - 林房幸（長津田史話会）[9]
- 「お人柄はいつもニコやかで、低姿勢・温厚徳実正に豊作型の稲穂の如くであった」 - 吉野一雄[10]
- 「お人柄は大変おだやかで落ち着いた方でした。研究一筋といった風にお見受けしました」- 吉村春治（牛込獅子保存会会長）[11]
- 「食べ物は粗食で野菜料理を好まれたが、生臭い物、肉魚等は余り口にしなかった。野菜の他は卵焼ぐらいで、其の上麺類は大嫌い」 - 竹田円得（祥泉院）[12]

## ゆかりの地

### 茅ケ崎杉山神社

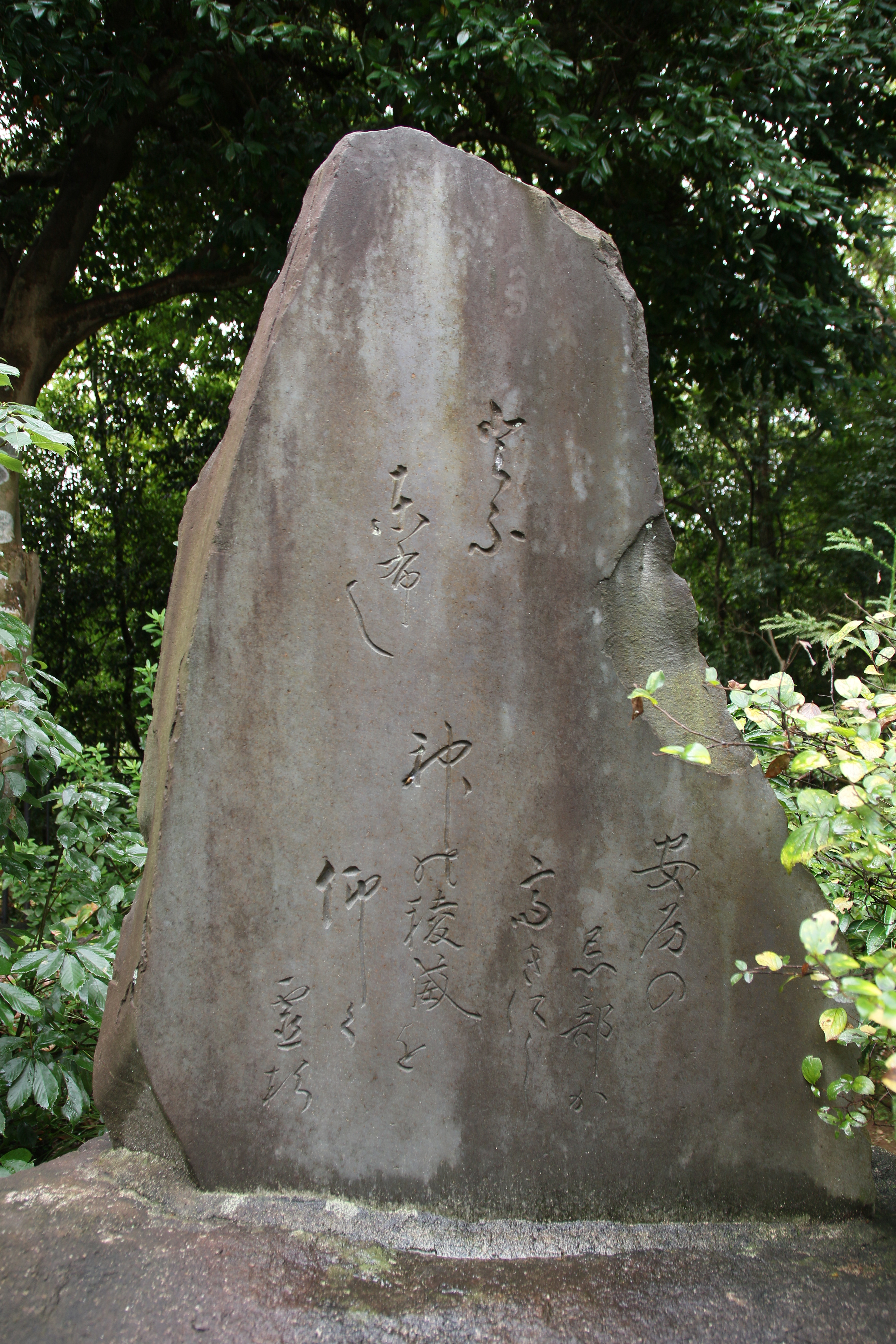
茅ケ崎杉山神社にある戸倉英太郎の歌碑

『杉山神社考』において、戸倉英太郎は茅ケ崎杉山神社を式内社と推定した。同じく茅ケ崎杉山神社を式内社とする『新編武蔵風土記稿』には、神社の鍵を預かる北村助之丞の遠祖を杉山姓とする系図があること、安房神社の神主の子孫である忌部勝麻呂が武蔵国杉山に三柱の神を祀り杉山神社と号したことが記されている。『杉山神社考』はさらに、茅ケ崎の杉山家に伝わる系図と安房神社の岡島家に伝わる系図がある年代まで一致することを突き止めた。
『杉山神社考』の刊行を記念して1957年（昭和32年）に茅ケ崎杉山神社に歌碑を奉納した。碑には「登うとうし 安房の忌部か いつきにし 神の稜威を 仰ぐ霊杉」と詠まれている。

### 祥泉院

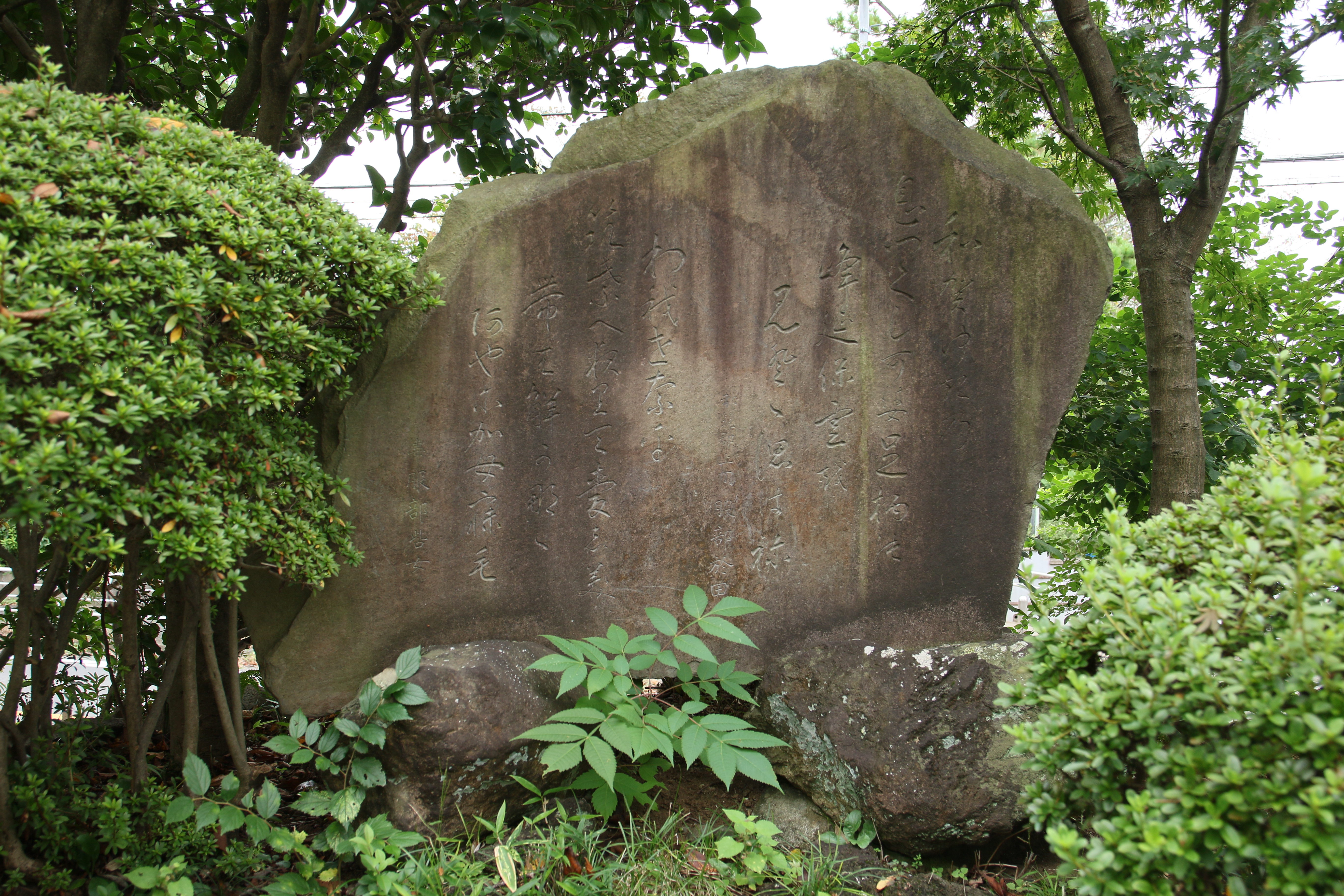
祥泉院にある万葉歌碑

1957年（昭和32年）の晩秋から1959年（昭和34年）の初夏までの1年半は、横浜市港北区上谷本（現在は、横浜市青葉区みたけ台）の祥泉院に寓居した。神経痛で外出できない日もあったが、毎日のように歩いて地域の調査を行ったという。
祥泉院に滞在中の1958年（昭和33年）には、さつき叢書の刊行と喜寿を記念して万葉歌碑を奉納した。除幕式には200名ほど参列し、川上港北区長、俳人の飯田九一らが祝辞を述べた。
碑には次の2首が刻まれている。「わがゆきの いきつくしかば あしがらの みねはふくもを みととしぬはね 都筑郡上丁 服部 於田」「わがせなを つくしへやりて うつくしみ おひはとかなな あやにかもねも 妻 服部 呰女」

## 著書
「さつき叢書」として以下の8冊を自費出版し、歴史に関心を持つ人達に無償で配布した。発行部数はいずれも300部から400部ほどであった。
- 『度会久志本の奥椁』1953年10月
- 『普陀落』1954年4月
- 『都筑の丘に拾ふ』1955年2月
- 『都筑の丘に拾う　続編』1955年12月
- 『杉山神社考』1956年5月[注 2]
- 『古道のほとり』1957年2月
- 『神奈川青木の城主』1958年2月
- 『権現堂山』1961年2月

その他に以下の小冊子が刊行されている。
- 『都筑の丘の万葉歌碑』1958年9月
- 『小机領観世音三十三所霊場』発行年不詳

さつき叢書を含め、いずれもガリ版刷りである。

## 論文
- 「王子権現」（『長蔦』第2号、長津田史話会）1957年4月
- 「都筑の歴史」（『郷土よこはま』第2号、横浜市中央図書館）1957年5月
- 「松蔭寺古図について」（『郷土よこはま』第3号、横浜市中央図書館）1957年7月
- 「都筑の歴史(二)」（『郷土よこはま』第4号、横浜市中央図書館）1957年9月
- 「淵野辺岡野氏の墓、附・淵野辺伝説」（『長蔦』第3号、長津田史話会）1957年10月
- 「梨の名所・多摩川べりの菅で拾った話二つ」（『ひでばち』第7号、ひでばち民俗談話会）1957年11月
- 「六十六部の納経帖」（『ひでばち』第9号、ひでばち民俗談話会）1958年4月
- 「博多どんたく」（『ひでばち』第10号、ひでばち民俗談話会）1958年6月
- 「谷本川の渡頭」（『郷土よこはま』第11号、横浜市中央図書館）1958年12月
- 「忌重九」（『郷土よこはま』第23号、横浜市中央図書館）1960年11月
- 「影取の伝説」（『ひでばち』第20号、ひでばち民俗談話会）1961年7月
- 「冨士講の巻物」（『あしなか』第84号、山村民俗の会会）1963年4月